# 영비 최씨
영비 최씨(寧妃 崔氏, 생몰년 미상)는 고려 우왕의 제2비이다. 본관은 동주이며, 고려의 무장이자 재상이었던 최영의 서녀이다. 왕비로 봉해진 뒤의 부(府)는 영혜(寧惠)였다.

## 생애
우왕 14년(1388년) 3월에 신아(申雅)의 딸 정비(正妃), 왕흥(王興)의 딸 선비(善妃)와 함께 우왕의 비가 되었다. 처음 최영은 자신의 딸은 아름답지도 않은 데다 정실 소생도 아니므로 지존(至尊)의 배필이 되는 것은 불가하다며, 기어이 왕비로 들이겠다면 자신은 출가하겠다며 거절하였으나, 당시 최영의 부하였던 정승가(鄭承可)·안소(安沼) 등이 설득하여 결국 왕비로 들이게 되었다.(《고려사절요》) 우왕은 원래 최영의 꼿꼿한 성품을 꺼려서 그의 저택에도 잘 찾지 않았었는데, 영비를 맞이하게 된 뒤부터는 곧잘 최영의 저택으로 행차하곤 했다고 한다.
철령위(鐵嶺衛) 설치와 관련해 우왕과 최영이 주도하여 요동 정벌을 기획하는 와중에, 개경(開京) 내에 사면을 내리고 서해도(西海道)로 향하는 우왕을 아버지 최영과 함께 3월부터 호종하여, 5월에는 우왕의 부벽루(浮碧樓) 행행에도 함께 따랐다. 최영 대신 군사를 지휘하게 된 우군도통사 이성계는 마침내 위화도에서 회군하여 개경을 공격했고, 군사들은 대궐을 포위한 채 우왕에게 영비를 내놓을 것을 요구했지만 우왕은 "영비를 내보낸다면 나도 함께 갈 것이다"라며 거절했고 6월 8일, 우왕은 영비와 다른 총비인 연쌍비(燕雙飛)와 함께 한밤중에 개경을 떠나 강화도(江華島)로 쫓겨갔다가 7월에 여흥(驪興)을 거쳐 다시 강릉(江陵)으로 옮겨졌고, 최영은 요동 정벌을 주도한 책임을 지고 12월에 유배지 고봉현에서 처형당했다. 우왕도 결국 공양왕(恭讓王) 원년(1389년)에 강화도로 유배된 아들 창왕(昌王)과 함께 12월 14일 처형되었다. 이때 왕과 함께 있던 영비 최씨가 달려가 구하려 하는 것을 강릉의 아전이 그 옷자락을 잡으며 말리자, 큰 소리로 "늙은 놈이 어찌 감히 그 손으로 나를 더럽히느냐!" 하고 고함치며 아전이 잡았던 옷자락을 찢어 버렸고, 그 모습을 지켜본 사람들은 모두 오싹해했다(《청파극담》).
우왕이 죽은 뒤 "내가 이 꼴이 된 건 모두 내 아버지 때문이다." 라며 10여 일 동안을 아무것도 먹지 않고 밤낮으로 통곡하였고, 잘 때는 우왕의 시신을 안고 잤으며 곡식을 얻으면 반드시 깨끗이 쓸어서 제사에 썼다. 이성계는 우왕의 또 다른 왕비로 개경에 남아있던 근비(謹妃) 이씨(李氏)와 함께 영비 최씨에게도 수신전(守信田) 3백 결(結)을 주었다고 한다.

## 가계
- 아버지 : 최영(崔瑩, 1316~1388)
- 어머니 : 씨부인(氏夫人)
  - 남편 : 우왕(禑王, 1365~1389 재위: 1374~1388)

## 영비 최씨가 등장하는 작품
- 《개국》 (KBS, 1983년, 배우:김수연)
- 《추동궁 마마》 (MBC, 1983년, 배우:강석란)

## 참고 문헌
- 《고려사》
- 《고려사절요》
- 《청파극담》
- 《동사강목》